# Лоуренс Стріоне
Лоуренс Стріоне (1867–1922) - шахтар та політична фігура з Файфу. Більш відомий за заснування Анархістську комуністичну лігу в місті Ковденбіт, Шотландія.

## Життя
Син італійського каменаря Фелікса Стріоне і Філомени Муар (або Нуар), французький громадянин згідно з переписом Великої Британії 1901 року, 
Лоуренс Стріоне працював шахтарем в Італії, Франції, Бельгії і на заході Шотландії. 
У 1908 році він оселився в Лумфінах, Файф, після того як втік з Франції переодягнутим в жінку. Одружився з Енні Кован, з якою познайомився, живучи в Гамільтоні, Ланаркшир, в 1900 році. Має доньок Енні, Жермінал, Ліберті, Автономія, Грейс і Анархія.
Під час першої світової війни отримав травму.
Помер в 1922 році.

## Політична активність
Стріоне заснував Анархістську Комуністичну Лігу Файфа в місті Ковденбіт, яка «проповідувала п'янку суміш де-леоністського марксизму і анархістського вчення Кропоткіна і Штірнера, лібертаріанського комунізму, який був жорстоко критичний до союзу». 
Ліга мала книжковий магазин у Ковденбіті, а його старша дочка, Енні, керувала недільною пролетарською школою, в якій навчалися промислові робітники.